# Klen
Klen (ukrainisch Клен; russisch Клён Kljon, polnisch Klon) ist ein Dorf in der ukrainischen Oblast Schytomyr mit etwa 30 Einwohnern.
Es liegt in einem Waldgebiet 8 km nordwestlich vom Gemeindezentrum Potijiwka und 49 km nördlich vom Oblastzentrum Schytomyr entfernt.
Am 6. August 2015 wurde das Dorf ein Teil der Landgemeinde Potijiwka, bis dahin war es Teil der Landratsgemeinde Huta-Potijiwka im Nordwesten des Rajons Radomyschl.
Am 17. Juli 2020 kam es im Zuge einer großen Rajonsreform zum Anschluss des Rajonsgebietes an den Rajon Schytomyr.